# 俺たちのロカビリーナイト
「俺たちのロカビリーナイト」（おれたちのロカビリーナイト）は、チェッカーズの7枚目のシングル。1985年7月5日にキャニオン・レコードからリリースされた。

## 概要
表題曲「俺たちのロカビリーナイト」は、タイトル通りにロカビリー・テイスト溢れる楽曲になっている。イントロは、メンバー達の「フィンガースナップ」の音から始まっている（冒頭の歌詞で「指を鳴らす音だけ聴こえる」の部分で指鳴らしが終わる）。
武内享は「（精神的に）谷間だったのであんまり印象がない」と語っている。
1985年7月26日放送のTBS系ドラマ「うちの子にかぎって…」最終話（第13話）の主題歌として使用された。
デビューから使用していたバンドのロゴマークは本作から使用されなくなった。
2022年4月9日にTBSで放送されたコント番組「キングオブコントの会」において、ダウンタウン・松本人志が書き下ろしたコント「落ちる」の作中に本作が多用された。なお、本作の歌詞に「ダウンタウン」という単語が使われている。

## 収録曲
1. 俺たちのロカビリーナイト
作詞：売野雅勇／作曲・編曲：芹澤廣明
2. 青い目のHigh School Queen
作詞：藤井郁弥／作曲：徳永善也／編曲：芹澤廣明
  - ドラマー・徳永善也のソロ曲。座りながら歌入れしたという。